# Nikodem Łekiński
Nikodem Łekiński herbu Nałęcz (ur. 1522–1576) – kasztelan nakielski w latach 1569-1576, kasztelan krzywiński w latach 1567-1568, stolnik poznański w latach 1560-1567, właściciel Łekna.
Podpisał konfederację warszawską 1573 roku.
Był uczestnikiem zjazdu w Łowiczu 23 lipca 1572 roku. W 1575 roku podpisał elekcję Maksymiliana II Habsburga.
Pochowany w kościele św. Piotra i Pawła w Łeknie, którego był fundatorem.